# Вулиця Костянтина Ареф'єва (Київ)
Ву́лиця Костянти́на Аре́ф'єва — вулиця в Дарницькому районі міста Києва, місцевість Осокорки. Пролягає від вулиці Маслівка до дачного масиву Нижні сади (79-та Садова вулиця).

## Історія
Вулиця виникла в 1-й половині XX століття. Спочатку мала назву Підбі́рна (зараз таку саму назву має вулиця в Голосіївському районі). Сучасну назву вулиця отримала у 1982 році на честь Героя Радянського Союзу Костянтина Ареф'єва.